# Falklandsöarnas historia

Falklandsöarna

Falklandsöarna är en ögrupp i Sydatlanten, cirka 500 km öster om Sydamerikas sydspets. Dess mänskliga historia är kort, då inget ursprungsfolk fanns där, när olika europeiska länder började upprätta bosättningar och hävda anspråk under 1700-talet. Vissa arkeologiska fynd, som pilspetsar och rester av träkanoter, tyder dock på att de tidigare kan ha besökts av människor. Det kan då möjligen ha rört sig om medlemmar av yaghanfolket från Eldslandet  . Enligt vissa teorier fördes den numera utdöda falklandsräven dit av människor, då dessa djur med största sannolikhet inte kunnat simma till öarna i det kalla vattnet ända från Sydamerikas fastland.

## 1500-talet

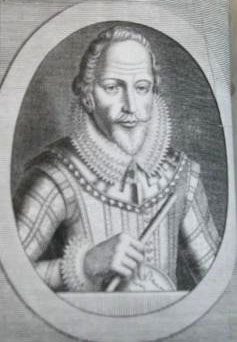
John Davis

Under detta århundrade gör olika sjöfarare expeditioner i området. Den förste av dessa var fransmannen Binot Paulmier de Gonneville som år 1504 siktade öar, som kan varit Falklandsöarna. En första karta görs av portugisen Pedro Reinel 1522. Den engelske upptäcktsresanden John Davis  upptäckte öarna 1591 under en resa med fartyget Desire, vilket numera finns avbildat på Falklandsöarnas vapen. 1594 besöktes ögruppen av Richard Hawkins (1562–1622) och kallades av honom ”Hawkins Maidenland”. Han gör de första territoriella anspråken på ögruppen för drottning Elisabet I av England .

## 1600-talet
Den första dokumenterade landstigningen av en europeisk sjöfarare gjordes den 27 januari 1690 av engelsmannen John Strong som seglat in i sundet mellan de två huvudöarna med sitt fartyg Welfare. Han namngav sundet efter Antony Cary, som var vicomte av Falkland i Fife, Skottland till Falkland Sound (Falklandssundet), varifrån hela ögruppen senare fick sitt namn .

## 1700-talet

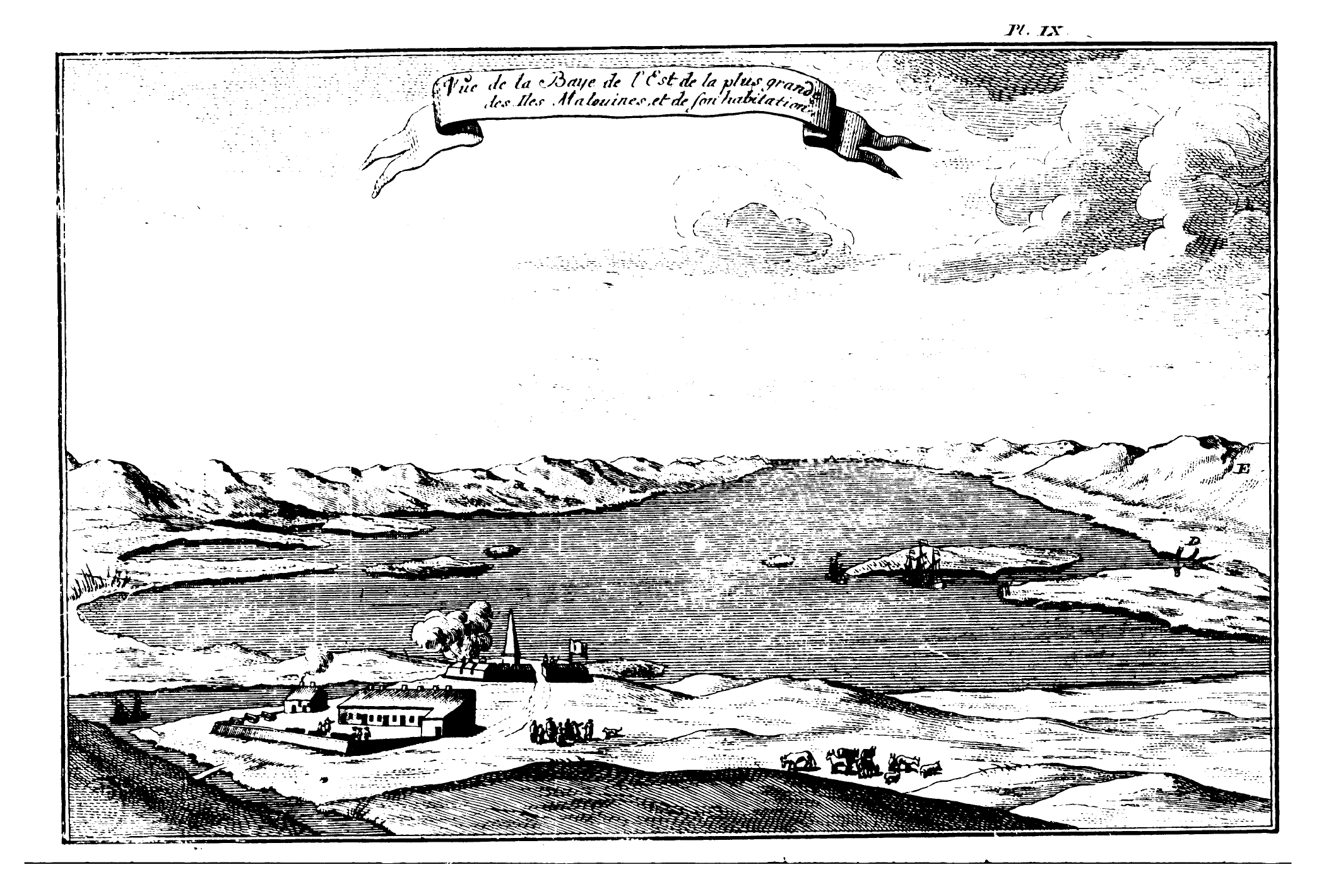
Port Louis

1764 grundade fransmannen Louis Antoine de Bougainville en bosättning på Östra Falkland, som kom att kallas Port Louis. Här föddes redan det första året, 1764, François Benoit, det första barn som veterligen fötts på Falklandsöarna. Bougainville kallade ögruppen Îles Malouines efter den franska hamnstaden Saint-Malo. Detta har givit upphov till namnvarianten Malvinerna; ett namn som i olika varianter används framför allt i romanska språk. Bougainville överlämnade senare bosättningen till Spanien, som kallade den Puerto Soledad. Denna hade år 1781 103 invånare, av dem 43 straffångar och 50 soldater. Under sina 44 år styrdes Puerto Soledad av 21 olika spanska guvernörer. Bosättningen övergavs 1811.
1766 byggde den brittiske sjöofficeren John Byron upp bosättningen Port Egmont på Saunders Island norr om Västra Falkland och gjorde anspråk på dessa öar för den brittiska kronan, troligen ovetande om Bougainvilles närvaro i Port Louis.
Under utforskningen av ögruppen stötte brittiska och spanska skepp på varandra. Båda beskyllde varandra för att vara där olovligen.

## 1800-talet
1820 landsteg kaparen David Jewett, en amerikan som arbetade för Río de la Platas förenade provinser (en föregångarstat till Argentina). Han hissade de Förenade provinsernas flagga och gjorde anspråk på öarna för denna statsbildning. Tre år senare utsågs en kommendant vid namn Don Pablo Areguati, vilken dock aldrig reste till platsen.
Den tyskfödde argentinske affärsmannen av fransk härkomst Luis Vernet inrättade 1828 en ny bosättning i Port Louis. Regeringen i Buenos Aires utnämnde Vernet till militär och civil befälhavare. Mot detta protesterade Storbritannien .
Vernet beslagtog 1831 tre amerikanska fartyg och fängslade deras besättningar, vilket föranledde USA att sända ner krigsfartyget USS Lexington  och man grep sju av Vernets män. USA förklarade Falklandsöarna "free from Government", alltså ett tillstånd av anarki. Året efter sände Argentina dit en truppstyrka under den franskfödde majoren Esteban Mestivier . Det brittiska sändebudet i Buenos Aires protesterade. Mestivier blev dock snart mördad under ett myteri .  Myteriet slogs ned av José Maria Pinedo, som tog kontroll över bosättningen.
1833 tog Storbritannien kontroll över ögruppen. Den 3 januari detta år anlände HMS Clio till Port Louis och den brittiska flaggan hissades. Där bodde då tjugo bosättare av olika nationaliteter . Pinedo försökte göra väpnat motstånd. En stor del av hans besättning på skonaren Sarandí var brittiska legosoldater, som vägrade beskjuta sina landsmän. 
Den brittiske vetenskapsmannen Charles Darwin besökte öarna med fartyget HMS Beagle åren 1833-1834 . 
Ledaren för Argentina, Juan Manuel de Rosas, erbjöd sig 1841 att avsäga sig alla territoriella anspråk Argentina hade gentemot Storbritannien vad gäller Falklandsöarna. Motprestationen skulle vara avskrivning av ett lån landet hade hos banker i London. Britterna avslog dock denna begäran, då utrikesministern, George Hamilton-Gordon, 4:e earl av Aberdeen inte ansåg att man behövde "köpa det man redan äger". 
1841 fick området status som kronkoloni, en ställning man hade fram till 1981 då termen blev Dependent territory. Numera är Falklandsöarna ett av Storbritanniens utomeuropeiska territorier.
1843 påbörjades arbetet med att anlägga den nya huvudstaden Stanley under ledning av guvernören Richard Moody. 1850 uppgick befolkningstalet till 200 personer. I november 1849 undertecknade Argentina och Storbritannien det så kallade Convention of Settlement  som "återställer perfekta och vänskapliga relationer mellan Hennes Britanniska Majestät och den Argentinska Konfederationen". Sedan dröjde det ända till 1888 innan Argentina på nytt tog upp frågan om anspråk på ögruppen. Därefter vilade frågan igen fram till 1941.
Sedan en djuphamn anlagts i Stanley ökade dess betydelse för sjötrafiken runt Kap Horn, en trafik som ökade väsentligt i samband med guldrushen i Kalifornien med början 1848. Många fartyg sökte sig dit för reparationer. Efter öppnandet av Panamakanalen 1914 minskade åter den trafiken
Under de första tolv åren efter Storbritanniens konsolidering av makten över Falklandsöarna 1833 var dessa under militära lagar och styrdes av en administrator utsedd av amiralitetet i London. I takt med att den civila befolkningen ökade ansågs att en lokal lagstiftande församling behövdes  . Guvernör Richard Moody kunde den 2 april 1845 inviga Falklandsöarnas lagstiftande råd (Legislative Council, LegCo). I över hundra år, ända fram till 1948, var ledamöterna inte folkvalda, utan utsedda av guvernören.
Sedan Storbritannien säkrat överhögheten över ögruppen 1833 har Pound sterling (£) varit giltigt betalningsmedel. 1899 började man ge ut egna sedlar, Falklandspund, med värdet bundet till det brittiska pundet. Sedan 1974 ges även egna mynt ut. Dessa motsvarar de brittiska mynten, men med lokala motiv. De första egna frimärkena kom ut 1878, sedan Falklandsöarna blivit medlem i Världspostföreningen, UPU. Falkländska frimärken är ännu av stort intresse för filatelister.

## 1900-talet
Christ Church Cathedral, Stanley, världen sydligaste katedral stod färdig 1903. 1911 upprättades en trådlös telegrafförbindelse med Montevideo, Uruguay. Under första världskriget fick Stanley en viktig roll som bunkringsstation för Royal Navy. 36 falkländare tog värvning i brittiska styrkor, varav tio stupade i strid på andra platser. 1914 stod Sjöslaget vid Falklandsöarna mellan brittiska och tyska örlogsfartyg. En egen självförsvarsstyrka Falkland Islands Defence Force (FIDF) sätts upp efter första världskriget. 1933 firade man 100 år av brittiskt styre. 
Av de 150 personer från ögruppen som begav sig norrut och anslöt sig till brittiska trupper under andra världskriget stupade 23. Inga krigshandlingar skedde på själva ögruppen, men beredskapen var höjd och FIDF bemannade olika bevakningstationer . Alldeles i början av kriget, 1939, anlände ett antal frivilliga argentinare av brittisk härkomst ("Tabaris Highlanders") redo att bistå vid ett eventuellt tyskt angrepp.
Storbritanniens regering placerade 1947 Falklandsöarna på Förenta nationernas lista över icke-självstyrande områden i samband med den internationella avkoloniseringsprocess som inleddes efter andra världskriget. Territoriet står fortfarande kvar på denna lista, trots den demokratisering av styrelsesättet som skett och befolkningens uttalade önskan att behålla banden med Storbritannien. Argentinas anspråk på ögruppen komplicerar frågan ytterligare.
En demokratisering av styrelseskicket inleddes 1948 då det första allmänna valet av ledamöter till den lagstiftande församlingen genomfördes. Sedan 1842 hade alla ledamöter varit utsedda av guvernören. I valet 1948 valdes fyra av tolv ledamöter, medan de övriga åtta fortfarande utsågs av guvernören. 1977 trädde en ny författning i kraft och de av guvernören utsedda rådmedlemmarna avskaffades och de folkvaldas antal ökades till sex, för att 1985 ökas till åtta. 1948 bildades också ett eget flygbolag, Falkland Islands Government Air Service, FIGAS. Detta bedriver inrikestrafik med ett antal mindre flygplan för att kunna nå ut till avlägsna bosättningar.
1964 landade ett argentinskt privatplan på Stanleys galoppbana. Piloten hissade den argentinska flaggan och delade ut flygblad till roade åskådare varefter han vände åter till Argentina. Några år senare inträffade en allvarligare incident, en regelrätt flygplanskapning. Ett argentinskt inrikesplan tvingades under vapenhot att flyga mot Falklandsöarna  . Även denna incident slutade utan dödsoffer och planet kunde återvända för egen maskin. Passagerarna transporterades med fartyg tillbaka till Argentina.
I Storbritannien bildades 1968 en lobbyorganisation, Falkland Islands Association, med syfte att verka för öbornas självbestämmanderätt genom att påverka den allmänna opinionen och beslutsfattare.
Ett avtal träffades 1971 med Argentina om upprättande av en reguljär flygförbindelse. En flygplats byggdes strax utanför Stanley. Trafiken mellan den argentinska kuststaden Comodoro Rivadavia och Stanley bedrevs av flygbolaget Líneas Aéreas del Estado, som står det argentinska flygvapnet nära.  Den argentinska regeringen avstod under en tid från att framföra sina territoriella krav, för att på så sätt försöka vinna öbornas förtroende. Efter statskuppen i Argentina 1976 försämrades åter relationen. Under 1977 tydde vissa tecken på att Argentina planerade en invasion. Den dåvarande brittiske premiärministern James Callaghan beordrade då Operation Journeyman. I största hemlighet sändes en insatsstyrka inkluderande atomubåten HMS Dreadnought till södra Atlanten. Endast den argentinska regeringen informerades, vilket skulle avskräcka dem från ett angrepp. Taktiken verkar ha lyckats, eftersom inget angrepp genomfördes. 
I oktober 1975 gav den brittiska regeringen geografen och politikern Edward Shackleton (1911 - 1994) i uppdrag att utreda den ekonomiska möjligheterna för Falklandsöarnas framtid. Den så kallade Shackletonrapporten , som kom ut 1977 konstaterade att ögruppen stod för ett nettobidrag till Storbritanniens ekonomi och också hade potential för en vidare ekonomisk utveckling. I rapporten föreslogs bland annat utveckling av fiskeindustrin, provborrning efter olja och utbyggnad av infrastrukturen. Shackletons förslag blev huvudsakligen ignorerade, då man ansåg att de skulle kunna försämra relationen med Argentina. Efter Falklandskriget uppdaterades rapporten och kom att ligga till grund för de åtgärder man då vidtog för att utveckla ekonomin. 
I början av 1980-talet försökte den nya konservativa regeringen i London under Margaret Thatcher lösa frågan genom att gå argentinarna till mötes och därmed kunna spara pengar på försvarsbudgeten. Dessutom var det ekonomiska läget för öarna dåligt och befolkningen minskade. Man antog i London att en överenskommelse med Argentina skulle förbättra förhållandena på öarna. Vid ett hemligt informellt möte med sin argentinske motsvarighet diskuterade Nicholas Ridley  från Foreign and Commonwealth Office möjligheten till en så kallad "leaseback-lösning" . Enligt en sådan skulle den formella överhögheten lämnas över till Argentina som sedan skulle arrendera ut dem under en bestämd tidsperiod, säg 99 år, ungefär som New Territories i Hongkong arrenderades från Kina med början år 1898. Ridley sändes till Falklandsöarna för att lägga fram förslaget där. För första gången möttes en brittisk representant på öarna av protestdemonstrationer. Valet till det lokala parlamentet på hösten 1981 visade också att motståndet mot eftergifter gentemot Argentina var stort. Även på argentinsk sida fanns ett motstånd, men där beroende på att man tyckte 99 år var en för lång tid.
Den 2 april 1982 landsteg argentinska trupper. Den minimala brittiska styrka som fanns på öarna hade då ingen möjlighet att avvärja invasionen och blev tvungen att kapitulera. Den brittiske guvernören Rex Hunt skickades iväg och den argentinske generalen Mario Menendez sattes i hans ställe.  Falklandskriget hade börjat. Det varade fram till den 14 juni, då de argentinska styrkorna kapitulerade inför den insatsstyrka som sänts ned från Storbritannien. Över 11 300 krigsfångar återsändes till Argentina.
Kriget fick inrikespolitiska konsekvenser i både Argentina och Storbritannien. Militärjuntan under ledning av general Leopoldo Galtieri föll och demokratiska val genomfördes. Margaret Thatcher däremot vann en storseger på grund av sitt resoluta ingripande. Att regeringen inte så långt före kriget var beredd till stora eftergifter var då glömt. 
Något fredsfördrag kom aldrig till stånd och Argentina har till dags dato inte givit upp sina anspråk. För att om möjligt undvika att en liknande situation uppstår placerades betydligt större brittiska truppstyrkor på öarna. Flygbasen Mount Pleasant stod klar 1985 och hyser enheter ur alla vapengrenar. Den fungerar också som civil flygplats. Numera sköts flygförbindelserna med det sydamerikanska fastlandet genom det chilenska flygbolaget LAN Chile.
I januari 1983, ett drygt halvår efter den argentinska kapitulationen, besökte Thatcher som första sittande brittisk premiärminister Falklandsöarna, där hon hyllades för den brittiska regeringens resoluta agerande efter invasionen i april 1982 . Sedan 1992 högtidlighålls den 10 januari lokalt som "Margaret Thatcher Day". Samma år öppnade ögruppen ett eget representationskontor, Falkland House, i London.
I en våldsam brand den 10 april 1984 omkom åtta personer på Falklandsöarnas enda sjukhus, King Edward Memorial Hospital från 1914 . 1987 står en ny byggnad klar.
En ny författning antogs 1985, vilket gjorde Falklandsöarna till ett självstyrande brittiskt territorium med en egen självbärande ekonomi. Utrikes- och försvarsfrågor ligger dock kvar under den brittiska regeringens ansvar. Sydgeorgien och Sydsandwichöarna som sedan 1908 ingått i Falkland Island and Dependencies avskildes samma år för att bli ett eget brittiskt utomeuropeiskt territorium. Eftersom dessa ögrupper saknar permanent befolkning administrerades de dock även därefter från Stanley. 
År 1990 återupptogs de diplomatiska relationerna mellan Argentina och Storbritannien. En viss avspänning mellan länderna skedde under Argentinas nye president Carlos Menem, även om anspråken på Falklandsöarna kvarstår. 1994 infördes en del ändringar av Argentinas författning, där det bland annat fastslogs att landet har suveränitet över "las Islas Malvinas", vilket dock i praktiken saknar betydelse för ögruppen.
Från 1999 tillåts argentinska medborgare åter att besöka öarna, bland annat för att anhöriga ska kunna besöka krigsgravar. En sådan begravningsplats finns vid Darwin, sydväst om Stanley.

## 2000-talet
Sedan kriget har ögruppen utvecklats positivt vad gäller befolkning och ekonomi. Näringslivet har differentierats. Den ensidiga inriktningen på fårskötsel har minskats och fiske och turism utgör nu stora inkomstkällor. Man räknar med att 50-60000 turister varje år besöker öarna  på kryssningsfartyg.
Prospektering efter petroleum genomfördes i farvattnen runt Falklandsöarna . Fyndigheter har gjorts, men ännu (2019) har ingen kommersiell utvinning av olja kommit till stånd.
Sedan peronisten Néstor Kirchner tillträtt som Argentinas president 2003 skärptes åter tonen gentemot Falklandsöarna och Storbritannien, och än mer så under hans hustru och efterträdare Cristina Fernández de Kirchners ämbetstid (president 2007-2015).
Befolkningen, som varit sjunkande sedan 1950-talet och 1983 nådde sin lägsta nivå (1845 invånare) hade 2017 stigit till 2919 . I dessa siffror ingår inte på ögruppen stationerad brittisk militär personal och deras anhöriga, huvudsakligen bosatta i Mount Pleasant.
En ny grundlag, Constitution of the Falkland Islands, trädde i kraft den 1 januari 2009 och ersatte då 1985 års konstitution . 2013 genomfördes en folkomröstning om Falklandsöarnas politiska status. 99,8 % (valdeltagande 92 %) röstade för fortsatt ställning som brittiskt utomeuropeiskt territorium.
En ny argentinsk president, Mauricio Macri tillträdde 2015. Denne hade på 1990-talet bland annat sagt att övertagande av "Malvinas" skulle vara en förlustaffär för Argentina, och ett så stort land inte behövde bekymra sig om mer yta . Som president blev han dock tvungen att framföra anspråken offentligt (de finns ju inskrivna i Argentinas författning), även om det skedde i mildare ton än under Kirchner-eran. En förbättrad relation mellan Argentina och Storbritannien ledde till att ett stort antal stupade argentinska soldater, som begravts på öarna, kunde identifieras . En av dem togs hem av sina anhöriga.
Falklandsöarna nåddes av Coronaviruspandemin 2019–2021  den 3 april 2020, då det första bekräftade fallet registrerades. Under det följande året fram till april 2021 hade totalt 63 fall konstateras, Samtliga tillfrisknade senare och inga dödsfall registrerades. Alla insjuknade hade koppling till militärbasen vid Mount Pleasant, Falklandsöarna och det blev ingen lokal samhällsspridning. Utbrottet fick dock omfattande konsekvenser för den lokala ekonomin. Turistsäsongen 2019-20 avbröts och säsongen 2020-21 ställdes in helt. Den civila flygtrafiken till/från Brasilien och Chile ställdes in och hade ännu ett år senare inte återupptagits, då smittläget på det Sydamerikanska fastlandet fortfarande var allvarligt. Först i juli 2022 kunde det första LATAM-planet anlända till Mount Pleasant efter ett uppehåll på 30 månader. 
Hösten 2020 förklarades Falklandsöarna fritt från minor. Operationen att röja de cirka 30 000 landminor som placerats ut av argentinska styrkor pågick under drygt tio års tid. Ett evenemang kallat Reclaim the Beach, då de två sista minorna sprängdes och stängslen kring ett tidigare minfält klipptes upp, genomfördes den 14 november 2020. 
Den 23 juli 2022 fick Falklandsöarna sin första kvinnliga guvernör, då Alison Blake svors in.